# Gary Breen
Gary Patrick Breen, född 12 december 1973 i Hendon, London, England, är en irländsk före detta fotbollsspelare. Han avslutade karriären i Barnet FC 2010, dit han kom från Wolverhampton Wanderers.
Han gjorde 63 matcher för Irlands landslag.